# Eugène Proust (homme politique)
Pour les articles homonymes, voir Eugène Proust et Proust (homonymie).
Eugène Michel Proust, (20 novembre 1861 à Brigné - mars 1943), est un avocat qui fut maire d'Angers.

## Biographie
Après une formation en droit, Eugène Proust devient avocat.
En 1926, il fonde La Société philatélique de l’Anjou. Il en sera le premier président jusqu'à sa mort en 1943. Les réunions ont lieu au Syndicat d’initiative de l’Anjou, à l’ancien hôtel de la Godeline, rue Plantagenêt, à Angers, qui devient pour une quarantaine d'années, le siège social de la société philatélique. Curieusement, ce n’est qu’au lendemain du décès d’Eugène Proust, le 30 mars 1943, qu’elle est déclarée en préfecture, déclaration publiée au « Journal officiel » du 7 mai 1943. 
En 1929, lors des élections municipales, il est élu maire d'Angers le 17 mai, à la tête d'une liste de droite. Il assumera son mandat jusqu'au 12 mai 1935.
En 1943, pour la Journée du timbre, un bloc-souvenir est édité à l’effigie du président Proust, décédé en mars 1943.

## Sources
1. ↑  « Document sans titre », sur free.fr via Wikiwix (consulté le 9 octobre 2023).
2. ↑  « angers.fr/decouvrir-angers/en-… »(Archive.org • Wikiwix • Archive.is • Google • Que faire ?).